# Blues for the Red Sun
Blues for the Red Sun ist ein Studioalbum der Stoner-Rock-Band Kyuss. Es ist nach der fünften Episode der US-amerikanischen Fernsehserie „Unser Kosmos“ benannt, die „Blues for a Red Planet“ heißt.
Es ist eines der ersten und wegweisenden Aufnahmen des Stoner Metal, einer basslastigen, grundeigenen Form des Heavy Metal. Das Album wird als ein Klassiker des Stoner Rocks angesehen, ebenso wie „Spine of God“ von Monster Magnet und „Holy Mountain“ von Sleep. Im Jahr 2001 wurde es in die Liste der „50 Heaviest Albums of All Time“ des Q-Magazines aufgenommen.

## Titelliste
1. Thumb (Bjork, Homme) – 4:41
2. Green Machine (Bjork) – 3:38
3. Molten Universe (Garcia, Homme) – 2:49
4. 50 Million Year Trip (Downside Up) (Bjork) – 5:52
5. Thong Song (Homme) – 3:47
6. Apothecaries’ Weight (Garcia, Homme) – 5:21
7. Caterpillar March (Bjork) – 1:56
8. Freedom Run (Bjork, Homme) – 7:37
9. 800 (Garcia, Homme) – 1:34
10. Writhe (Homme) – 3:42
11. Capsized (Garcia, Homme) – 0:55
12. Allen’s Wrench (Bjork, Homme) – 2:44
13. Mondo Generator (Oliveri) – 6:15
14. Yeah (Garcia) – 0:04

## Besetzung
- Brant Bjork: Komponist, Drums, Texter, Konzeption
- John Garcia: Gesang, Texter
- Josh Homme: Gitarre, Komponist, Texter
- Nick Oliveri: Bass, Komponist, Gesang, Texter

- Kyuss: Produktion
- Chris Goss: Produktion

- Joe Barresi: Tontechnik
- Mike Bosely: Tontechnik
- Brian Jenkins: Tontechnik
- Jeff Sheehan: Tontechnik
- Howie Weinberg: Mastering
- Skiles: Design
- Michael Anderson: Fotografie